# Pedro Pablo Errázuriz
Pedro Pablo Errázuriz Domínguez (29 de marzo de 1961) es un ingeniero, investigador y empresario chileno. Fue ministro de Transportes y Telecomunicaciones entre 2011 y 2014, durante el primer gobierno del presidente Sebastián Piñera.

## Familia y estudios
Nació del matrimonio conformado por el ingeniero civil Pedro Pablo Errázuriz Ossa y Berta Domínguez Covarrubias, el cual tuvo otros cinco hijos. Como hermanos de su padre, el cardenal y arzobispo de Santiago entre 1998 y 2010, Francisco Javier Errázuriz, y el empresario y accionista del grupo Sigdo Koppers, Juan Eduardo Errázuriz, son sus tíos.
Al igual que su padre y su abuelo, cursó la carrera de ingeniería civil en la Pontificia Universidad Católica (PUC) de la capital, donde obtuvo una especialización en hidráulica. En esta entidad conocería a quien después sería su compañero de gabinete, Laurence Golborne. Posteriormente alcanzó un magíster en ciencias de la ingeniería en la misma casa de estudios y un master of science in management science/operational research/finance en la Escuela de Economía y Ciencia Política de Londres del Reino Unido.
Está casado desde 1985 con María Cecilia Rencoret Ríos, con quien es padre de seis hijos: Cecilia, Josefina, Pedro Pablo, Trinidad, Javiera y Loreto.

## Carrera profesional
En la década de los '90 laboró en diversas filiales locales e internacionales de la generadora Endesa, desde donde pasó a la entonces LanChile, a instancias de Piñera, por esos días senador y uno de los accionistas controladores de la aerolínea. Como ejecutivo de esta empresa separó las áreas de negocios en transporte de carga y pasajeros, proceso que, de paso, permitió modernizar y flexibilizar el sistema de adquisición de pasajes. Más tarde sería nombrado gerente general de LAN Express y vicepresidente de planificación corporativa de la LAN.
En 2006 asumió se incorporó a la sanitaria Essbio, donde primero fue gerente general y más tarde presidente, así como de Esval. En este último cargo fue interlocutor directo de diversos ministros de Sebastián Piñera tras el terremoto del 27 de febrero de 2010, el cual provocó graves daños a los sistemas de producción y distribución de agua potable de la empresa en la Región del Biobío.
A comienzos de 2011 asumió como ministro de Transportes y Telecomunicaciones, en el marco del primer ajuste ministerial de Piñera. Durante su gestión fue implementada la portabilidad numérica y se dispuso el inicio del proceso de término de cobro por llamadas de larga distancia dentro del [país.
A fines de 2013 se incorporó como consejero a Evolución Política (Evópoli). Entre el 2015 y 2016, se desempeñó como vicepresidente de la colectividad.
El 8 de abril del siguiente año, se integró al Consejo Nacional de Desarrollo Urbano, creado por la presidenta Michelle Bachelet.
Ha recibido diversos premios, como la Beca a Mejor Tesis de Grado, Corfo-PUC (1984); la Distinción Máxima de Ingeniería Civil en la misma universidad, el mismo año; el Premio Nacional Marcos Orrego Puelma del Instituto de Ingenieros de Chile (1985); y el Premio Nacional de Ingeniería Hidráulica de la Sociedad Chilena de Ingeniería Hidráulica (1985).
En mayo de 2018 fue designado como presidente de la Empresa de los Ferrocarriles del Estado (EFE), en el marco del segundo gobierno de Sebastián Piñera. Dejó dicho cargo a fines de mayo de 2022, junto con la renovación de todo el Directorio de EFE.